# RMS Celtic (1901)
O RMS Celtic foi um navio de passageiros britânico operado pela White Star Line e construído pelos estaleiros da Harland and Wolff em Belfast. Foi o primeiro de um quarteto de navios com mais de 20 000 toneladas, apelidados de Big Four.

## História

### Lançamento

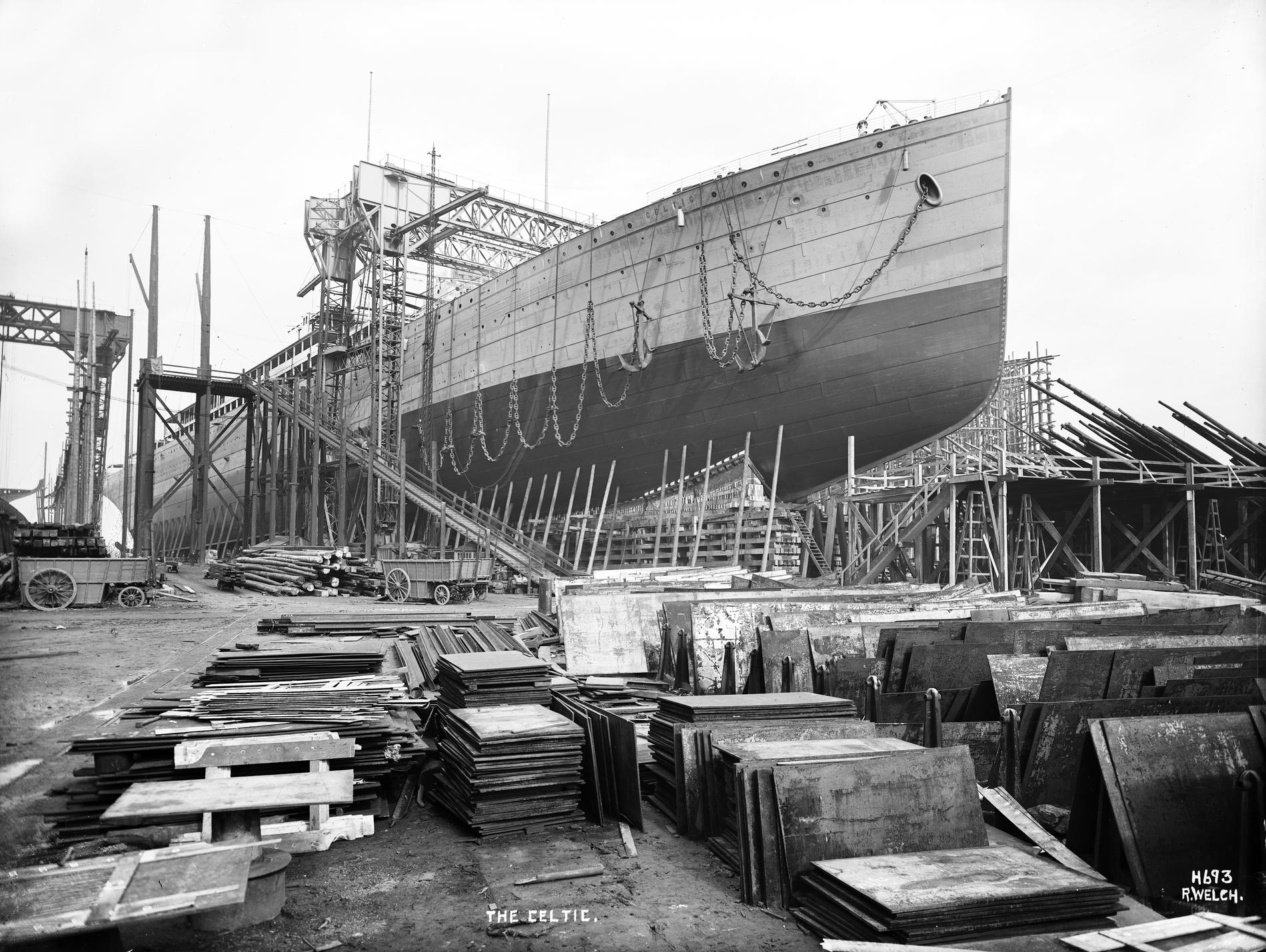
O Celtic em construção.

O Celtic foi lançado ao mar em 4 de abril de 1901 a partir dos estaleiros navais da Harland and Wolff, em Belfast, e partiu em sua viagem inaugural de Liverpool para Nova Iorque em 26 de julho.
Ele e seus três irmãos mostraram ser imensamente populares entre os passageiros, particularmente os imigrantes. Em 1904, ele estabeleceu o recorde de maior número de passageiros transportados em uma única viagem na história da White Star Line. Ele chegou a Nova Iorque em 16 de setembro com 2957 passageiros a bordo.
No início da Primeira Guerra Mundial, o Celtic foi convertido em um cruzador mercante armado; a embarcação teve um alto consumo de combustível, portanto, foi decidido convertê-lo em um navio de tropas em janeiro de 1916, sendo utilizado no transporte de soldados para o Egito. Ele foi colocado de volta na rota transatlântica em março de 1916.

### Incidentes com mina e torpedo
Em 1917, o Celtic atingiu uma mina na Ilha de Man. Dezessete pessoas a bordo foram mortas, mas o Celtic sobreviveu aos danos. Um número de passageiros foram resgatados pelo navio Slieve Bawn, de propriedade da London and North Western Railway. Posteriormente, o Celtic foi rebocado e reparado em Belfast. Em março de 1918, o U-Boot UB-77 torpedeou o Celtic no mar da Irlanda. Seis pessoas a bordo foram mortas, mas novamente o Celtic permaneceu à tona. Eventualmente, o navio danificado foi rebocado para Liverpool e novamente reparado.

### Colisões pós-guerra
Após o término da guerra, o Celtic esteve envolvido em duas colisões. O primeiro incidente ocorreu em 1925 no Mersey, quando acidentalmente atingiu o navio Hampshire Cost. Ambos os navios sofreram danos leves. A segunda colisão ocorreu em 29 de janeiro de 1927, quando o Celtic foi atingido pelo navio Anaconda em Fire Island.

### Anos finais

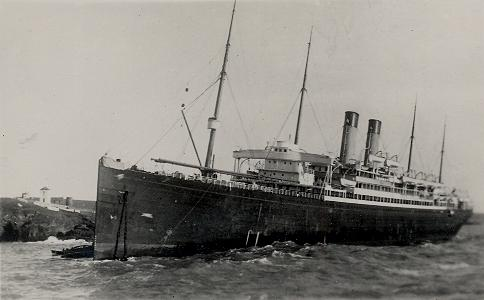
O Celtic encalhado em rochas.

Na manhã de 10 de dezembro de 1928, o Celtic ficou encalhado em rochas na costa de Roche's Point, quando este se aproximava de Cobh com mais de 200 passageiros a bordo. Vários navios vieram ao resgate e os passageiros desembarcaram através de balsas. Sete mil toneladas de carga foram espalhadas. Uma equipe de resgate foi convocada para tentar recuperar a carga, mas vários homens morreram depois que um compartimento carregado de grãos e inundado com água do mar foi preenchido com gases tóxicos; devido a falhas estruturais, estimou-se que o navio não poderia ser rebocado ou recuperado, sendo posteriormente declarado como perda total. O Celtic foi completamente desmantelado e vendido como sucata em 1933.